# 小出重興
小出 重興（こいで しげおき）は、和泉陶器藩の第4代（最後）の藩主。陶器藩（秀家系）小出家5代。
寛文3年（1663年）、第3代藩主・小出有重の次男として生まれる。元禄6年（1693年）8月3日、父の死去により跡を継いだ。元禄9年（1696年）2月26日に南部幕子と婚礼した。同年4月9日、病により死去した。享年34。
重興には実子が無く、死に臨んだ元禄9年（1696年）4月2日に弟の重昌を養子にしたが重昌も病となり、6月13日になって16歳で死去。御目見を果たせずに17歳未満で死去したため、元禄9年（1696年）8月12日、陶器小出家は無嗣子を理由に改易となった。